# 30th Regiment of Light Dragoons
Das 30th Regiment of (Light) Dragoons war ein Kavallerieregiment der britischen Armee, das von 1794 bis 1796 bestand.
Während der Ersten Koalitionskriegs wurde das Regiment am 15. Oktober 1794 in Irland, unter Lieutenant-Colonel-Commandant John Craven Carden (um 1758–1820), aufgestellt. Das Regiment wurde zum Garnisonsdienst eingesetzt und bereits am 26. Februar 1796 wieder aufgelöst.